# Рідсбург (Вісконсин)
Рідсбург (англ. Reedsburg) — місто (англ. city) в США, в окрузі Сок штату Вісконсин. Населення — 9984 особи (2020).

## Географія
Рідсбург розташований за координатами 43°32′6″ пн. ш. 89°59′51″ зх. д. / 43.53500° пн. ш. 89.99750° зх. д. (43.535062, -89.997380).  За даними Бюро перепису населення США в 2010 році місто мало площу 15,36 км², з яких 15,10 км² — суходіл та 0,26 км² — водойми.

## Демографія
Згідно з переписом 2010 року, у місті мешкало 9200 осіб у 3795 домогосподарствах у складі 2357 родин. Густота населення становила 599 осіб/км².  Було 4103 помешкання (267/км²).
Расовий склад населення:
| - 95,3 % — білих - 1,0 % — корінних американців - 0,6 % — чорних або афроамериканців - 0,4 % — азіатів - 1,6 % — осіб інших рас |

До двох чи більше рас належало 1,1 %. Частка іспаномовних становила 4,3 % від усіх жителів.
За віковим діапазоном населення розподілялося таким чином: 27,0 % — особи молодші 18 років, 58,1 % — особи у віці 18—64 років, 14,9 % — особи у віці 65 років та старші. Медіана віку мешканця становила 35,7 року. На 100 осіб жіночої статі у місті припадало 93,9 чоловіків;  на 100 жінок у віці від 18 років та старших — 88,7 чоловіків також старших 18 років.
Середній дохід на одне домашнє господарство  становив 57 065 доларів США (медіана — 46 833), а середній дохід на одну сім'ю — 71 194 долари (медіана — 59 901). Медіана доходів становила 43 010 доларів для чоловіків та 31 977 доларів для жінок. За межею бідності перебувало 14,2 % осіб, у тому числі 16,4 % дітей у віці до 18 років та 13,4 % осіб у віці 65 років та старших.
Цивільне працевлаштоване населення становило 4830 осіб. Основні галузі зайнятості: освіта, охорона здоров'я та соціальна допомога — 25,5 %, виробництво — 21,9 %, роздрібна торгівля — 17,2 %.